# アクトレスアクト
『アクトレスアクト』（あくとれすあくと）は椋蔵による日本の漫画作品。週刊漫画TIMES（芳文社）にて連載された。

## あらすじ
女性と見間違われるほどの容貌を持つ主人公・国井貢は、上司からセクハラを受けそうになった際にぶん殴り、会社を失職。さらに、帰りの電車内で寝ぼけて隣にいた女性客に暴行を加えてしまう。そして、運の悪いことにその女性客は小劇団グループ「ネコマネキ遊劇団」に所属している劇団員だった。後日貢は、その劇団のリーダーから、女装して劇団員として入れと命じられる。男子禁制の小劇団で貢の新たな生活が幕を上げる・・・。

## 登場人物
国井 貢（くにい みつぐ）
本作の主人公。男性とは思えない女性らしい顔つきが特徴だが、自身にとってのコンプレックスでもある。
自身に迫ってセクハラをしてきた上司を殴ったことで会社を解雇された後、同じ電車に居合わせた和奈に寝ぼけて裏拳を加えてしまい、その責任を取る形で男子禁制の小劇団「ネコマネキ遊劇団」の寮の用務員として働くこととなる。
成沢 和奈（なりさわ かずな）
本作品のヒロイン。ネコマネキ遊劇団のメンバー。
帰りの電車内で隣に居合わせた貢が寝ぼけて自身に暴行を加えたことで知り合う。そして女装して劇団寮に入ることとなった貢と再会し、共同生活を送ることとなる。

## 書誌情報
- 椋蔵『アクトレスアクト』芳文社〈芳文社コミックス〉、全2巻[1]
  1. 2013年9月17日、ISBN 978-4-8322-3374-4
  2. 2014年3月15日、ISBN 978-4-8322-3397-3